# نایت فرانک
نایت فرانک ال ال پی (به انگلیسی: Knight Frank)
 یک آژانس املاک، مسکونی و مشاور مایملک تجاری است که در سال ۱۸۹۶ که توسط جان نایت، هوارد فرانک و ویلیام روتلی در لندن تأسیس شد. نایت فرانک به همراه شرکت زیر مجموعه اش کرسا، یکی از بزرگ‌ترین مشاوران املاک جهانشمول در دنیا است.